# Hottó
Hottó je obec v Maďarsku v župě Zala, spadající pod okres Zalaegerszeg. Nachází se na území Zalské pahorkatiny, asi 9 km západně od Zalaegerszegu a asi 238 km jihozápadně od Budapešti. V roce 2023 zde žilo 328 obyvatel.
Obec se dělí na dvě části – vesnici Hottó a osadu Zalaszentmihályfa. Již na katastrálním území blízké obce Böde se nachází kostel svatého Michaela, který je ovšem spojován s osadou Zalaszentmihályfa. Přímo v Hottó se nachází kaple Jména Panny Marie a hřbitov, v osadě Zalaszentmihályfa je zvonice.
Vesnicí Hottó prochází vedlejší silnice 74112, která ji spojuje s obcí Teskánd, a osadou Zalaszentmihályfa prochází vedlejší silnice 74113, která ji spojuje s obcí Böde a vedlejší silnicí 7405.

## Sousední obce
| Růžice kompasu |      | Boncodfölde |            | Růžice kompasu |
| Růžice kompasu | Böde | Sever       | Teskánd    | Růžice kompasu |
| Růžice kompasu | Böde | Hottó       | Teskánd    | Růžice kompasu |
| Růžice kompasu | Böde | Jih         | Teskánd    | Růžice kompasu |
| Růžice kompasu |      | Milejszeg   | Dobronhegy | Růžice kompasu |